# Roca Filanera (Forallac)
La Roca Filanera és una muntanya de 305 metres que es troba al municipi de Forallac, a la comarca catalana del Baix Empordà.